# Millencourt
Millencourt – miejscowość i gmina we Francji, w regionie Hauts-de-France, w departamencie Somma.
Według danych na rok 2011 gminę zamieszkiwały 232 osoby, a gęstość zaludnienia wynosiła 40 osób/km² (wśród 2293 gmin Pikardii Millencourt plasuje się na 801. miejscu pod względem liczby ludności, natomiast pod względem powierzchni na miejscu 806.).